# Estádio Couto Pereira
Estádio Couto Pereira – stadion piłkarski w Kurytybie, Parana, Brazylia, na którym swoje mecze rozgrywa klub Coritiba FBC.
Nazwa stadionu została nadana ku pamięci Antônio Couto Pereirze, który był prezesem klubu w latach 1926–1927 i 1930-33.

## Historia
1927 – Antônio Couto Pereira nabywa 36,300 m² za sto contos de réis; początkowo stadion nazywa się Estádio Belfort Duarte, ku pamięci zawodnika América Football Club Belforta Duarte, który zmarł kilka lat przed otwarciem stadionu
20 września 1932 – inauguracja; pierwszą bramkę zdobywa Gildo, zawodnik Coritiby
1942 – instalacja oświetlenia
28 lutego 1977 – zmiana nazwy na dzisiejszą
5 czerwca 1980 – wizyta Jana Pawła II; pada rekord frekwencji (70.000 osób)
15 maja 1983 – rekord frekwencji (mecz)
1988 – zostaje zbudowany rów odgradzający kibiców od boiska oraz poprzez zbudowanie kabin, zostaje zredukowana pojemność stadionu
2005 – rekonstrukcja